# Боргентрајх
Боргентрајх (њем. Borgentreich) град је у њемачкој савезној држави Северна Рајна-Вестфалија. Једно је од 10 општинских средишта округа Хекстер. Према процјени из 2010. у граду је живјело 9.311 становника. Посједује регионалну шифру (AGS) 5762012.

## Географски и демографски подаци
Боргентрајх се налази у савезној држави Северна Рајна-Вестфалија у округу Хекстер. Град се налази на надморској висини од 205 метара. Површина општине износи 138,8 km². У самом граду је, према процјени из 2010. године, живјело 9.311 становника. Просјечна густина становништва износи 67 становника/km².

## Међународна сарадња
| Мјесто | Држава    | Врста сарадње | Од    |
| ------ | --------- | ------------- | ----- |
|        | Француска | партнерство   | 1986. |
| Извор  |           |               |       |